# NGC 2736
NGC 2736, nota anche come Nebulosa Matita o con la sigla RCW 37, è un resto di supernova visibile nella costellazione delle Vele; venne scoperta da John Herschel nel 1835 dal Capo di Buona Speranza.
Si osserva nella parte orientale della costellazione, circa 5° a SSW della stella γ Velorum; la sua tenue nebulosità si confonde con quella del bordo sudorientale della Nebulosa di Gum e i delicati filamenti della Nebulosa delle Vele. La sua declinazione moderatamente australe comporta che dalle regioni boreali la sua osservazione sia in parte difficoltosa, mentre a nord dei 44°N è sempre invisibile. Dall'emisfero australe invece è osservabile per buona parte delle notti dell'anno. Il periodo migliore per la sua osservazione nel cielo serale è compreso fra i mesi di dicembre e maggio.
Trovandosi alla distanza di circa 250 parsec (815 anni luce), ricade nello stesso ambiente galattico della celebre Nebulosa delle Vele, di cui probabilmente costituisce la parte più orientale; si tratta di una struttura filamentosa e molto tenue, che si muove nello spazio da ovest a est alla velocità di circa 644.000 km/h. La grande velocità di espansione ha suggerito una correlazione con un'altra esplosione di supernova più recente, il cui resto è noto come RX J0852.0-4622, avvenuta all'interno del ben noto resto di supernova che costituisce la Nebulosa delle Vele; una parte del materiale espulso da questa seconda esplosione ha raggiunto il bordo esterno della bolla in espansione generata dalla precedente esplosione, generando la formazione nebulosa osservabile.